# Aga Wińska
Aga Wińska również jako Agata Wiśniewska (ur. 1964 w Warszawie) – polska śpiewaczka operowa (sopran).

## Życiorys
Absolwentka Akademii Muzycznej im. Fryderyka Chopina w Warszawie (klasa Urszuli Trawińskiej-Moroz, dyplom z wyróżnieniem). Laureatka międzynarodowych konkursów wokalnych. Debiutowała w 1987 w Warszawskiej Operze Kameralnej (Królowa Nocy w Czarodziejskim flecie Mozarta). Śpiewała również w Operze i Operetce Szczecińskiej, Operze Krakowskiej, a następnie m.in. w belgijskim Theatre de la Monnaie (trzyletni kontrakt), wiedeńskiej Staatsoper, De Vlaamse Opera w Antwerpii, Teatrze Wielkim – Operze Narodowej w Warszawie i Drottningholm Theatermuseum w Sztokholmie.
Żona organisty Karola Gołębiowskiego. Mieszka na stałe w Belgii.

## Wybrane partie operowe
- Fiordiliga (Così fan tutte, Mozart)
- Konstancja (Uprowadzenie z seraju, Mozart)
- Królowa Nocy (Czarodziejski flet, Mozart)

## Nagrody
- 1988: Międzynarodowy Konkurs Muzyczny im. Królowej Elżbiety Belgijskiej w Brukseli – I nagroda[1]
- 1999: Międzynarodowy Gaskoński Konkurs Wokalny – I nagroda